# Heidegrund
Heidegrund este o comună din landul Saxonia-Anhalt, Germania.